# Football Club Sporting Benevento 2002-2003
Questa voce raccoglie le informazioni riguardanti il Football Club Sporting Benevento nelle competizioni ufficiali della stagione 2002-2003.

## Rosa
| N. |                      | Ruolo | Calciatore          |
| -- | -------------------- | ----- | ------------------- |
|    | Francia (bandiera)   | P     | Anthony Basso       |
|    | Italia (bandiera)    | C     | Alessandro Bruno    |
|    | Italia (bandiera)    | C     | Carmine Cerchia     |
|    | Italia (bandiera)    | D     | Paolo Chiavaroli    |
|    | Italia (bandiera)    | P     | Antonio Chiavelli   |
|    | Italia (bandiera)    | D     | Domenico Colletto   |
|    | Italia (bandiera)    | D     | Leo Criaco          |
|    | Italia (bandiera)    | A     | Aniello Cutolo      |
|    | Italia (bandiera)    | C     | Francesco D'Aniello |
|    | Italia (bandiera)    | A     | Roberto De Palma    |
|    | Italia (bandiera)    | C     | Antonio De Rosa     |
|    | Italia (bandiera)    | D     | Berbardino Di Muro  |
|    | Italia (bandiera)    | A     | Antonio Di Nardo    |
|    | Australia (bandiera) | C     | Micheal Ferrante    |
|    | Italia (bandiera)    | C     | Massimiliano Iezzi  |

| N. |                     | Ruolo | Calciatore          |
| -- | ------------------- | ----- | ------------------- |
|    | Italia (bandiera)   | C     | Carmelo Imbriani    |
|    | Italia (bandiera)   | P     | Roberto Izzo        |
|    | Italia (bandiera)   | D     | Nicola Lo Calzo     |
|    | Italia (bandiera)   | P     | Massimo Lotti       |
|    | Italia (bandiera)   | C     | Carlo Luisi         |
|    | Italia (bandiera)   | A     | Mattia Mastrolilli  |
|    | Italia (bandiera)   | C     | Mirko Monetta       |
|    | Italia (bandiera)   | D     | Alberto Nocerino    |
|    | Italia (bandiera)   | A     | Raffaele Palladino  |
|    | Svizzera (bandiera) | D     | Fabio Pittilino     |
|    | Camerun (bandiera)  | A     | Ousmane Sanda Sanda |
|    | Italia (bandiera)   | A     | Michele Sergi       |
|    | Togo (bandiera)     | D     | Massamasso Tchangai |
|    | Italia (bandiera)   | D     | Antonio Vanacore    |
|    | Italia (bandiera)   | P     | Anthony Verì        |

## Risultati

### Campionato

#### Girone di andata
| 1º settembre 2002 1ª giornata | Sporting Benevento | 1 – 2 | Giulianova |  |

| 8 settembre 2002 2ª giornata | Paternò | 0 – 1 | Sporting Benevento |  |

| 15 settembre 2002 3ª giornata | Sporting Benevento | 0 – 0 | Vis Pesaro |  |

| 22 settembre 2002 4ª giornata | Torres | 2 – 0 | Sporting Benevento |  |

| 29 settembre 2002 5ª giornata | Sporting Benevento | 0 – 0 | Taranto |  |

| 6 ottobre 2002 6ª giornata | Sambenedettese | 2 – 2 | Sporting Benevento |  |

| 13 ottobre 2002 7ª giornata | Sporting Benevento | 0 – 2 | Chieti |  |

| 20 ottobre 2002 8ª giornata | Sporting Benevento | 1 – 0 | Sora |  |

| 27 ottobre 2002 9ª giornata | L'Aquila | 1 – 1 | Sporting Benevento |  |

| 3 novembre 2002 10ª giornata | Sporting Benevento | 1 – 0 | Crotone |  |

| 10 novembre 2002 11ª giornata | Martina | 2 – 0 | Sporting Benevento |  |

| 17 novembre 2002 12ª giornata | Sporting Benevento | 1 – 1 | Lanciano |  |

| 24 novembre 2002 13ª giornata | Viterbese | 2 – 0 | Sporting Benevento |  |

| 1º dicembre 2002 14ª giornata | Sporting Benevento | 1 – 0 | Avellino |  |

| 8 dicembre 2002 15ª giornata | Pescara | 3 – 2 | Sporting Benevento |  |

| 15 dicembre 2002 16ª giornata | Sporting Benevento | 1 – 1 | Teramo |  |

| 22 dicembre 2002 17ª giornata | Fermana | 0 – 2 | Sporting Benevento |  |

#### Girone di ritorno
| 5 gennaio 2003 18ª giornata | Giulianova | 0 – 1 | Sporting Benevento |  |

| 12 gennaio 2003 19ª giornata | Sporting Benevento | 0 – 0 | Paternò |  |

| 19 gennaio 2003 20ª giornata | Vis Pesaro | 1 – 1 | Sporting Benevento |  |

| 26 gennaio 2003 21ª giornata | Sporting Benevento | 0 – 1 | Torres |  |

| 2 febbraio 2003 22ª giornata | Taranto | 0 – 0 | Sporting Benevento |  |

| 9 febbraio 2003 23ª giornata | Sporting Benevento | 1 – 1 | Sambenedettese |  |

| 16 febbraio 2003 24ª giornata | Chieti | 0 – 0 | Sporting Benevento |  |

| 2 marzo 2003 25ª giornata | Sora | 0 – 0 | Sporting Benevento |  |

| 9 marzo 2003 26ª giornata | Sporting Benevento | 0 – 1 | L'Aquila |  |

| 16 marzo 2003 27ª giornata | Crotone | 0 – 2 | Sporting Benevento |  |

| 23 marzo 2003 28ª giornata | Sporting Benevento | 2 – 2 | Martina |  |

| 30 marzo 2003 29ª giornata | Lanciano | 1 – 1 | Sporting Benevento |  |

| 13 aprile 2003 30ª giornata | Sporting Benevento | 0 – 2 | Viterbese |  |

| 19 aprile 2003 31ª giornata | Avellino | 1 – 3 | Sporting Benevento |  |

| 27 aprile 2003 32ª giornata | Sporting Benevento | 3 – 1 | Pescara |  |

| 4 maggio 2003 33ª giornata | Teramo | 1 – 0 | Sporting Benevento |  |

| 11 maggio 2003 34ª giornata | Sporting Benevento | 0 – 1 | Fermana |  |